# 圣马丁 (默尔特-摩泽尔省)
圣马丹（法語：Saint-Martin，發音：[sɛ̃ maʁtɛ̃] ⓘ）是法国默尔特-摩泽尔省的一个市镇，位于该省东南部，属于吕内维尔区。

## 地名
法语人名在日常人名译名以及《世界人名翻譯大辭典》、《法语姓名译名手册》等主流人名译名类书籍资料中多译作“马丁”，不过在《世界地名翻译大辞典》、《世界地名译名词典》和《法国地图册》等主流地名译名类书籍资料中多译作“马丹”。

## 地理
圣马丹（48°34'5"N, 6°45'10"E）面积4.87 平方千米，位于法国大東部大區默尔特-摩泽尔省，该省份为法国东北部内陆省份，是洛林的一部分，北邻比利时、卢森堡，北起顺时针与摩泽尔省、下莱茵省、孚日省和默兹省接壤。
与圣马丹接壤的市镇（或旧市镇、城区）包括：阿尔布河畔沙泽勒、沃祖兹河畔多梅夫尔、弗雷梅尼勒、埃尔贝维莱。
圣马丹的时区为UTC+01:00、UTC+02:00（夏令时）。

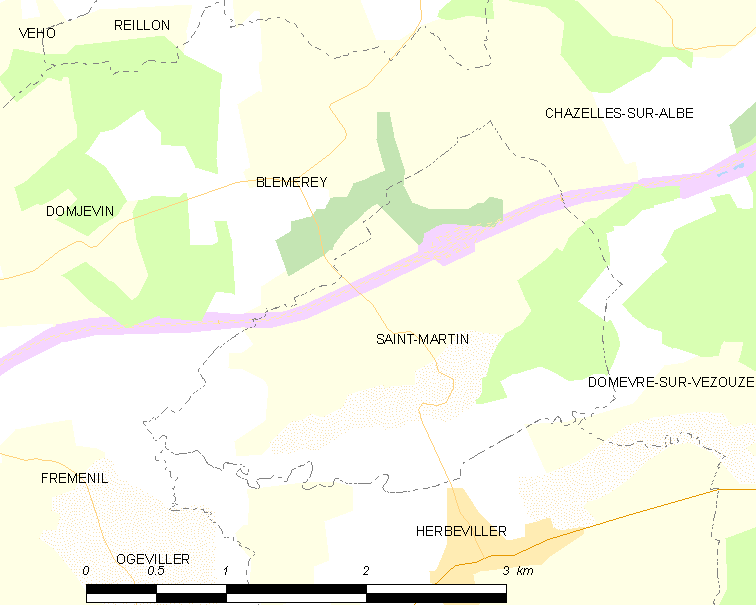
圣马丹的OSM定位图

## 行政
圣马丹的邮政编码为54450，INSEE市镇编码为54480。

## 政治
圣马丹所属的省级选区为巴卡拉县。

## 人口

1962-2008年间圣马丹人口变化图示

圣马丹于2022年1月1日时的人口数量为54人。